# 술라드
한국의 발라드에서 파생된 하위 장르이다. 술라드는 기본적으로 술과 이별을 주제로하며 코러스와 브릿지에 극단적으로 높은 옥타브의 멜로디를 배치하여, 내지르는 듯한 창법을 의도하는 작곡 방법을 고수한다. 이로 인해 클라이맥스 부분에 고음파트가 있는 것이 공통점이다. 또한 머니코드와 캐논코드를 주로 사용한다. 
술라드의 시초격인  음악으로는 임창정의 <소주 한 잔>과 바이브의 <술이야>를 대표적으로 꼽는다. 

## 역사
술라드라는 용어는 대략 2019년 말부터 사용된 것으로 보인다. 이후 용어가 대중화되기 시작하면서 장르로서 자리잡게된 것은 2020년 이후이다.

## 전성기
원래 이별을 주제로하는 소위 '양산형 발라드는' 2010년대 중반부터 하나 둘 나오기 시작했는데 이후 2019~2020년부터 본격적으로 술과 이별이라는 주제로 정립하여 장르화 되기 시작했다.  황인욱의 <포장마차>와 장혜진, 윤민수 <술이 문제야>를 시작으로 2020년대 순순희 <서면역에서>, 송하예 <마음이 다쳐서>, 전철민 <나 오늘 술마셨어>, 권민제 <어묵 국물> 등등 다양한 술라드들이 나왔으며 이 시기에 상당한 전성기를 맞게 된다.  

## 대표적인 아티스트
- 황인욱
- 송하예
- 바이브
- 전철민
- 김보경
- 보라미유
- 순순희
- 벤
- 권민제